# Dumpu
Dumpu is een taal in Papoea-Nieuw-Guinea, met ISO 639-3-code "wtf". Het wordt gesproken in twee dorpen in Madang: Bebei en Dumpu. Alle mannen spreken Tok Pisin als tweede taal.